# Guentherus
Genre
Guentherus est un genre de poisson osseux de la famille des Ateleopodidae.
- Il était monotypique jusqu'en 2008.

## Liste d'espèces
Selon FishBase:
- Guentherus altivela Osório, 1917
- Guentherus katoi Senou, Kuwayama et Hirate, 2008 pas encore dans ITIS

## Référence
- Osório, 1917 : Nota sôbre algumas espécies de peixes que vivem no Atlântico ocidental. Arquivo da Universidade de Lisboa 4 pp 103-131.